# Средњовековни грчки језик
Средњовековни грчки или византијски грчки језик, је назив за фазу грчког језика која је постојала од 4. века н. е. до пада Цариграда 1453. године. Сматра се прелазом из старогрчког у новогрчки језик. Од 7. века средњовековни грчки језик је заменио латински као службени језик Византијског царства.

## Историја
Цар Константин Велики пренео је, између 324. и 330. године, престоницу Римског царства из Рима у Константинопољ. У области око Константинопоља доминантан језик био је грчки. Међутим, латински језик је остао званичан језик Царства иако је његов утицај слабио. Све до почетка 6. века званични документи писани су на латинском језику. Поред тога, делови Јустинијановог Corpus Iuris Civilis-а временом су преведени на грчки језик. Преокрет је наступио у доба владавине цара Ираклија (610–641) која се сматра преласком из рановизантијског у средњовизантијски период тј. почетком средњег века у Византији. Грчки језик постао је званични језик Источног римског царства. Латинску титулатуру замењује грчка те је титула императора замењена титулом василевса (грчка титула базилеуса – βασιλεύς) 629. године. Међутим, чињеница је да су Византинци себе називали Ромејима дуго након пада Царства. Термин Византија настао је тек у 16. веку. 
Оцењено је да је грчки језик био матерњи мање од једној трећини становништва Византијског царства, тј. око осам милиона људи. Број оних који су говорили грчким језиком био је далеко већи. Грчким језиком говорило се на територијама јужно од Јиречекове линије и у Малој Азији, сем Јерменије на крајњем истоку. У сваком случају, цело Царство било је под јаким утицајем грчког језика. У јужним деловима царства (Египат и Северна Африка), Александрија је била центар грчке културе и језика. Она је 642. године пала у руке Арабљана те је на овим просторима током 7. и 8. века грчки језик замењен арапским. Такође, употреба грчког језика слаби и у Сирији. У утицајну сферу грчкој језика остала је Сицилија, Кипар, Мала Азија и Балкан. Крајем 11. века Селџуци нападају малоазијске територије и напредују ка западу. Падом Цариграда (1453), Пелопонеза (1460), Трапезунта (1461), Атине (1465) и Кандије (1669), средњовековни грчки језик губи свој статус националног језика. Језик Грчке од 1821. године сматра се новогрчким језиком.